# Пятницкая улица
Пя́тницкая улица — одна из старейших улиц Замоскворечья Центрального округа Москвы. Начинается на севере возле Водоотводного канала у Чугунного моста, являясь прямым продолжением улицы Балчуг, и идёт на юг до Серпуховской площади.

## История

### XV—XVII века
Пятницкая улица появилась в конце XV — начале XVI века и представляла собой часть старомосковской дороги на юг — в Рязань, Тулу и Серпухов. В те времена её называли Большой улицей. Первоначально она проходила немного правее современной Пятницкой, а именно там, где сейчас находится Новокузнецкая улица. К концу XVI века её направление окончательно установилось.
Своё нынешнее название улица получила благодаря церкви Параскевы Пятницы, впервые упоминавшейся в летописях в связи с московским пожаром 1564 года.
В XVI — XVII веках в этой местности находились слободы, где жили люди низкого звания, в основном торговцы и ремесленники, которых привлекала близость оживлённой дороги на юг. Горожане побогаче предпочитали селиться ближе к центру Москвы в более надёжных местах. Часто эта низменная территория весной заливалась паводками, а с юга на неё совершали набеги орды кочевников. В дальнейшем по приказу Ивана Грозного в Замоскворечье разместили стрелецкий приказ Матвея Вишнякова, что благоприятно сказалось на безопасности. Позднее, когда по приказу его сына Фёдора Блаженного Москва была окружена земляным валом, Пятницкая улица стала весьма привлекательным местом жительства.
Топонимы окрестностей сохранили память о том времени. О стрельцах Матвея Вишнякова напоминает отходящий от Пятницкой на восток Вишняковский переулок. От обширной слободы мастеров-монетчиков досталось название целым шести Монетчиковским переулкам. О слободе царских толмачей напоминают Большой, Малый и Старый Толмачёвские переулки.
После бунта 1698 года Пётр I приказал расформировать стрелецкие полки, а принадлежавшие им дворы на Пятницкой улице передать купцам из Китай-города. Таким образом на Пятницкой начали появляться купеческие дома и хозяйственные помещения, а позже даже фабрики. Служилые люди, в том числе и из дворянского сословия, тоже начали интересоваться этим местом и на Пятницкой появились дворянские усадьбы.

### XVIII—XX века
В 1739 году на деньги купцов Журавлёвых церковь Параскевы Пятницкой под руководством Дмитрия Ухтомского была перестроена в стиле барокко. Архитектурно новый храм представлял собой традиционный для православных церквей восьмерик на четверике.
В 1783 году паводок серьёзно повредил Большой Каменный мост, для его ремонта требовалось осушить основное русло Москва-реки. Для этой цели был построен четырёхкилометровый Водоотводный канал. Его русло проложили по заболоченной местности, которая называлась Балчуг. В результате этого образовался остров Балчуг, а Пятницкая улица, которая раньше начиналась от Большого Москворецкого моста, стала короче на ширину острова. В 1839 году через Водоотводный канал был построен мост. Сам мост был деревянным, но имел чугунные решетки и за ним закрепилось название Чугунного. После этого Пятницкая улица приняла свой современный вид — начинаясь у Чугунного моста и заканчиваясь на Серпуховской площади. Бывший её участок, находящийся на острове, сейчас является улицей Балчуг. В 1889 году старый деревянный мост заменили новым каменным с железобетонными пролётами, но до сих пор называется Чугунным.
В 1934 году церковь Параскевы Пятницкой снесли. По плану реконструкции предполагалось, что там пройдет замыкающий участок Бульварного кольца. Полностью план реализовать не удалось, и ещё девять лет территория бывшего храма оставалась пустырём. В 1943 году там был построен вестибюль станции «Новокузнецкая».

### Современность

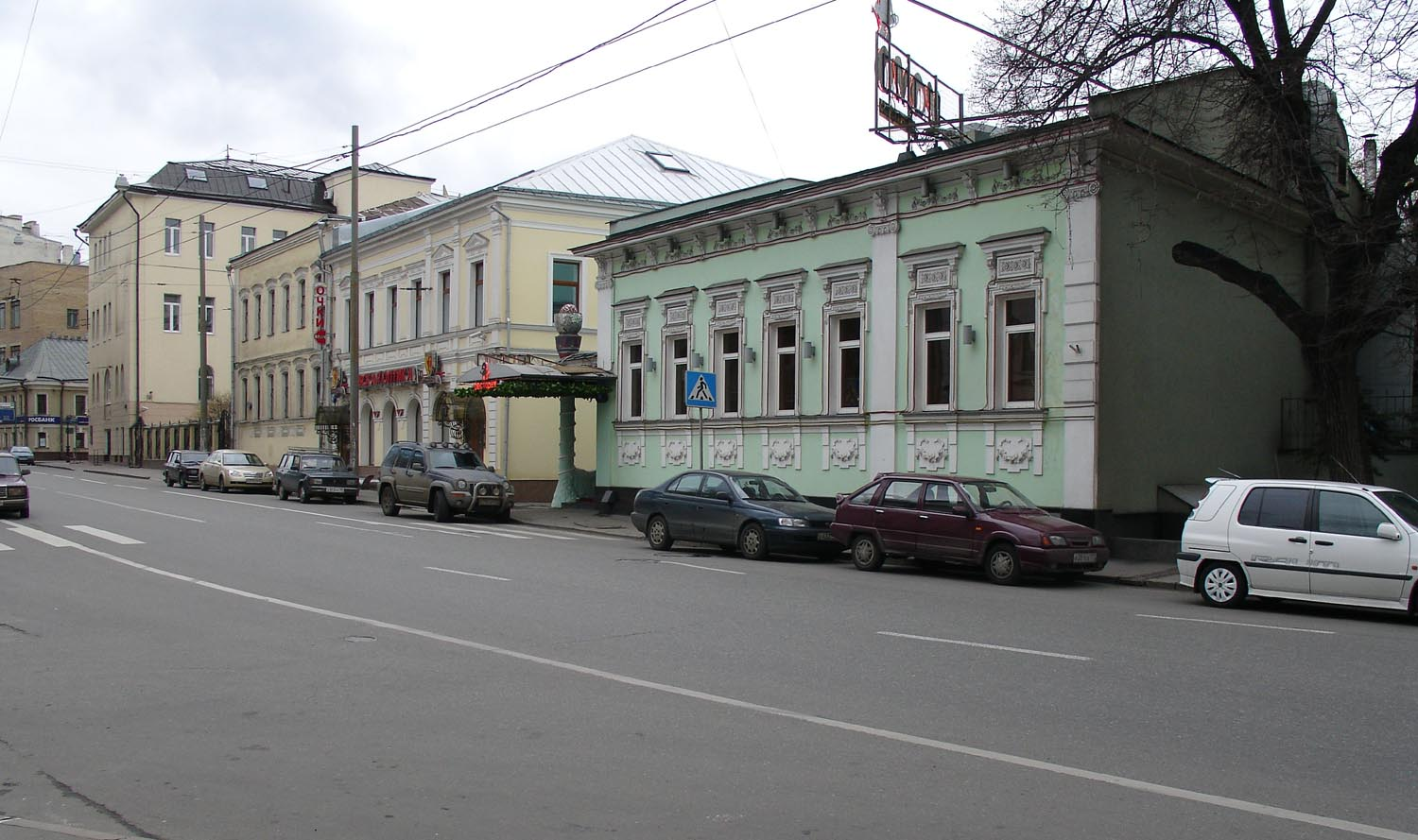
Пятницкая улица в 2007 году

До 2014 года Пятницкая была четырёхполосной улицей с односторонним движением, ведущей в центр Москвы. После проведённой реконструкции количество полос движения было уменьшено в два раза, а с левой стороны для парковки оборудовали карманы. Для велосипедистов была проложена велодорожка шириной 2,4 метра от Садового кольца до Климентовского переулка. За счёт сокращения полос движения была расширена пешеходная зона. Тротуары покрыли гранитной плиткой, установили скамейки и новую систему освещения. Фасады выходящих на Пятницкую зданий были отреставрированы, а скверы и дворы, расположенные вдоль неё, обустроены.

## Примечательные здания и сооружения

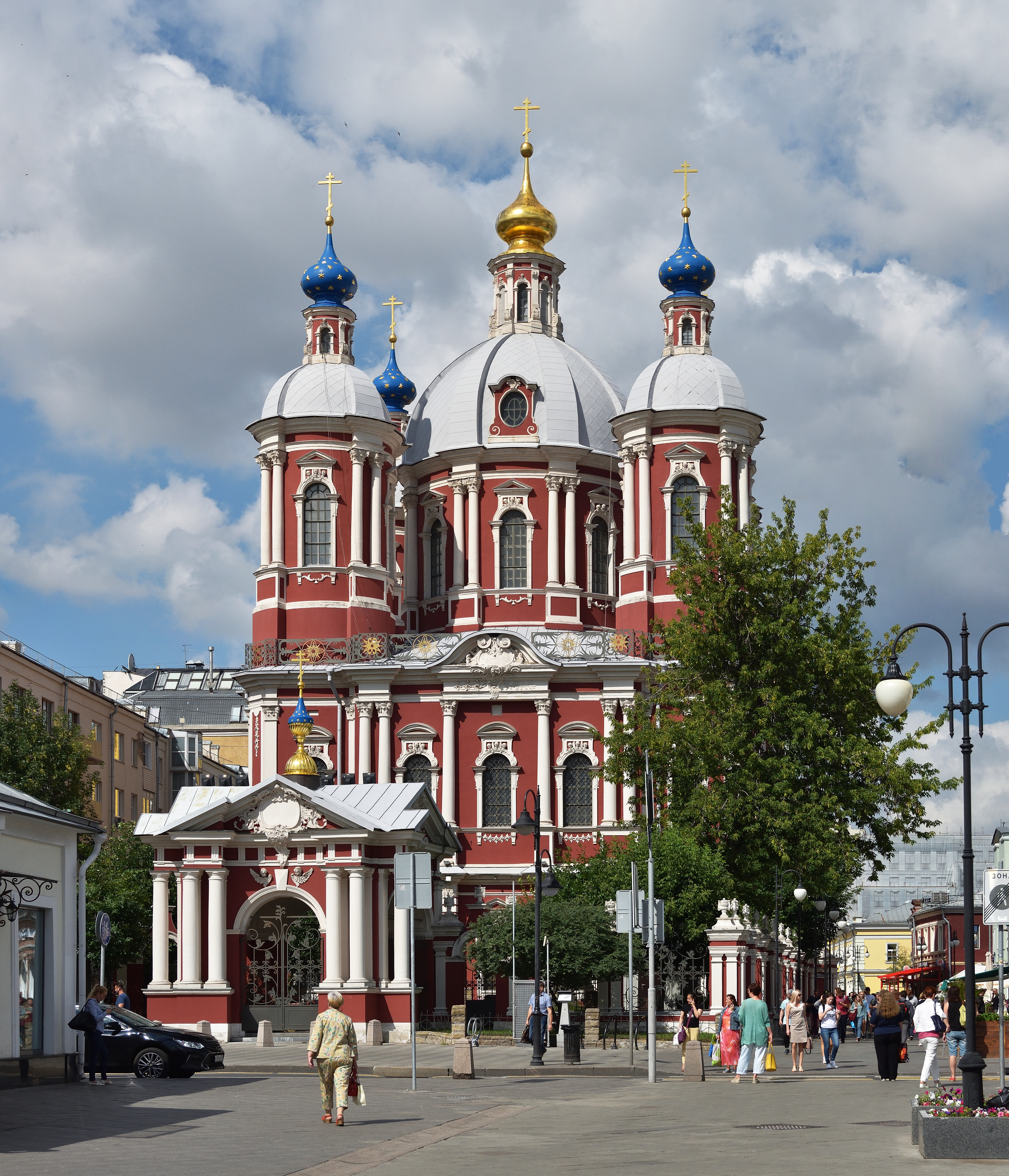
Храм св. Климента в Климентовском переулке

### По нечётной стороне
- № 1/2,  памятник архитектуры (региональный) — жилой дом с торговыми помещениями Петра Смирнова. Здание было построено в середине XIX века по заказу купца Морковкина. В 1886 году дом был перестроен военным инженером Николаем Гейнцем для нового владельца — предпринимателя Петра Смирнова[11].
- № 3/4,  ЦГФО, жилой дом, построенный в 1790-х годах. Перестраивалось три раза: в 1813—1834, 1892—1894 и архитектором Петром Ушаковым в 1913—1917 годах.
- № 7 стр. 1,  памятник архитектуры (вновь выявленный объект) — доходный дом Николо-Пешношского монастыря Дмитровского уезда[12]. Трёхэтажное здание в стиле классицизм было построено в 1835 году, переделано в 1889 году. Центр здания выделен фронтальным портиком из восьми плоских тосканских пилястр, лепные обрамления окон второго и третьего этажей, растёска проёмов и декоративное оформление витрин первого этажа — следы перестройки XIX века[13]. В 2001 году здание сильно пострадало от пожара, после чего было почти полностью демонтировано и через четыре года, по распоряжениею Правительства Москвы, признано аварийным[14]. В настоящее время от дома осталась фасадная стена по Пятницкой улице, скрытая за сеткой и забором. В феврале 2015 года Мосгорнаследие выдало разрешение на проведение противоаварийных работ[15], а осенью 2015 года — на научные исследования и разработку проектной документации[16]. В начале 2016 года объявлен тендер[17], который выиграл ООО «Моспроект»[18]. В ноябре 2017 года на общественное обсуждение был повторно вынесен акт государственной историко-культурной экспертизы по сохранению и приспособлению для современного использования здания[13][19].
- № 9/28 — трёхэтажный доходный дом, построен в 1902 году по проекту архитектора Эрнста Нирнзее[20].
- № 13 стр. 1,  памятник архитектуры (региональный) — торговый дом Ильи Гальперина. Здание было построено в 1908 году в стиле модерн с элементами готики архитектором Фёдором Шехтелем по заказу меховщика Ильи Гальперина[20].
- № 13 стр. 2,  памятник архитектуры (федеральный) — палаты Петра Замятина. Здание XVII—XVIII веков постройки. В конце XX века были проведены реставрационные работы, в ходе которых дом приобрел первоначальный исторический вид[21][22].
- № 15 — Жилой дом XVIII в. (бывшая городская усадьба XVIII—XIX веков) (памятная табличка на здании)
- № 17/4, стр. 1 — четырёхэтажный жилой дом. Здание было построено в 1903—1908 годах по проекту архитектора Сергея Суворова для купца Никиты Громова[23].
- № 19 стр.1 — городская усадьба Великолеповых. Бывший здесь деревянный дом купца Ивана Иванова сгорел во время пожара 1812 года. Участок приобрела купчиха Фёкла Великолепова, которая восстановила здание и оформила его в традициях московского классицизма. В 1914 году дом был перестроен архитектором Михаилом Аладьиным. В советское время особняк был разделён на коммунальные квартиры, в 1970-х годах — передан Главному управлению охраны памятников. В настоящее время здесь находится Департамент культурного наследия города Москвы[24].
- № 21 — Здание XIX века на основе палат XVIII века[источник не указан 2654 дня].
- № 21, стр. 2 — доходный дом. Здание 1902 года постройки, архитектор — Геннадий Попов[источник не указан 2654 дня].
- № 23,  памятник архитектуры (региональный) — наземный вестибюль станции метро «Новокузнецкая». Возведён в 1943 году на месте снесённой церкви Параскевы Пятницы архитекторами — Владимиром Гельфрейхом и Игорем Рожиным[25].
- № 25, стр. 1. — Дом Радио на Пятницкой (Радиокомитет). [26][27] Здесь и сейчас расположены радиостанции "Орфей", "Говорит Москва", "Радио Sputnik" и другие.
- № 27 — флигели усадьбы купцов Журавлёвых. Построены в начале XIX века; в 1850-х годах здания были перестроены — над ними возвели ещё один дополнительный этаж. После октябрьской революции в домах были устроены коммунальные квартиры. В 2005 году над северным флигелем была надстроена мансарда[28].
- № 31/2, стр. 2, 3 и 5 — здание Пятницкой полицейской части. Здания были построены в середине XVIII века купцом К. М. Матвеевым, впоследствии неоднократно перестраивались. После 1818 года здесь располагалась Пятницкая полицейская часть, при которой была пожарная часть. В 1828 году для пожарной части была построена пожарная каланча, просуществовавшая до 1920-х годов. В настоящее время здание бывшей полицейской части занимает центральный офис партии «Яблоко»[29].

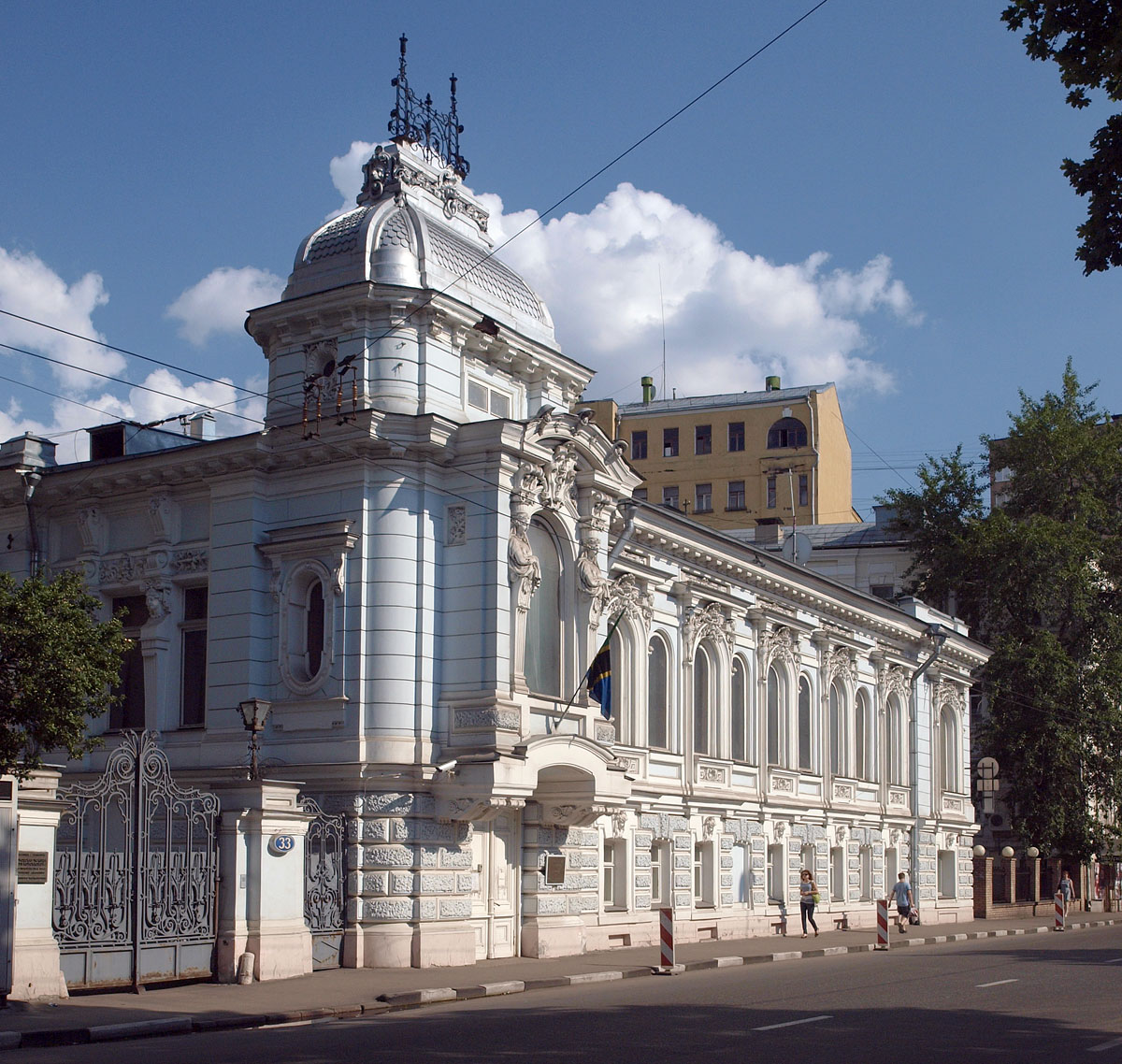
№ 33, дом Коробковой (архитектор — Лев Кекушев, 1894)

- № 33,  памятник архитектуры (федеральный) — особняк Коробкова. Здание было построено в 1866 году, впоследствии перестроено в 1894—1896 годах архитектором Львом Кекушевым, при участии Николая Шуцмана. В 1935—1936 годах здесь провёл последние годы своей жизни президент Академии наук СССР Александр Карпинский, в 1936—1945 годах в здании жил академик Владимир Комаров[30]. С конца 1950-х и до 2013 года особняк занимало посольство Танзании[31][32].
- № 43 — дом графа Владимира Татищева. Здание построено в 1913 году архитектором Густавом Гельрихом[источник не указан 2654 дня]. В настоящее время, в части дома, находится галерея-мастерская Петра Лизунова.
- № 47 — дом Матвеевой-Попова. Возведён в середине XIX века для купца Матвеева. В 1889 году здание приобрел торговец Василий Попов и открыл в нём чайный магазин. После революции дом был разделён на коммунальные квартиры. Позднее были надстроены два дополнительных этажа[33].
- № 49, стр. 2 — доходный дом Константина Исаева. Здание построено в стиле раннего модерна в 1904 году архитектором Львом Кекушевым для купца Константина Исаева. В настоящее время его занимает отдел полиции ОВД Замоскворечье[34].

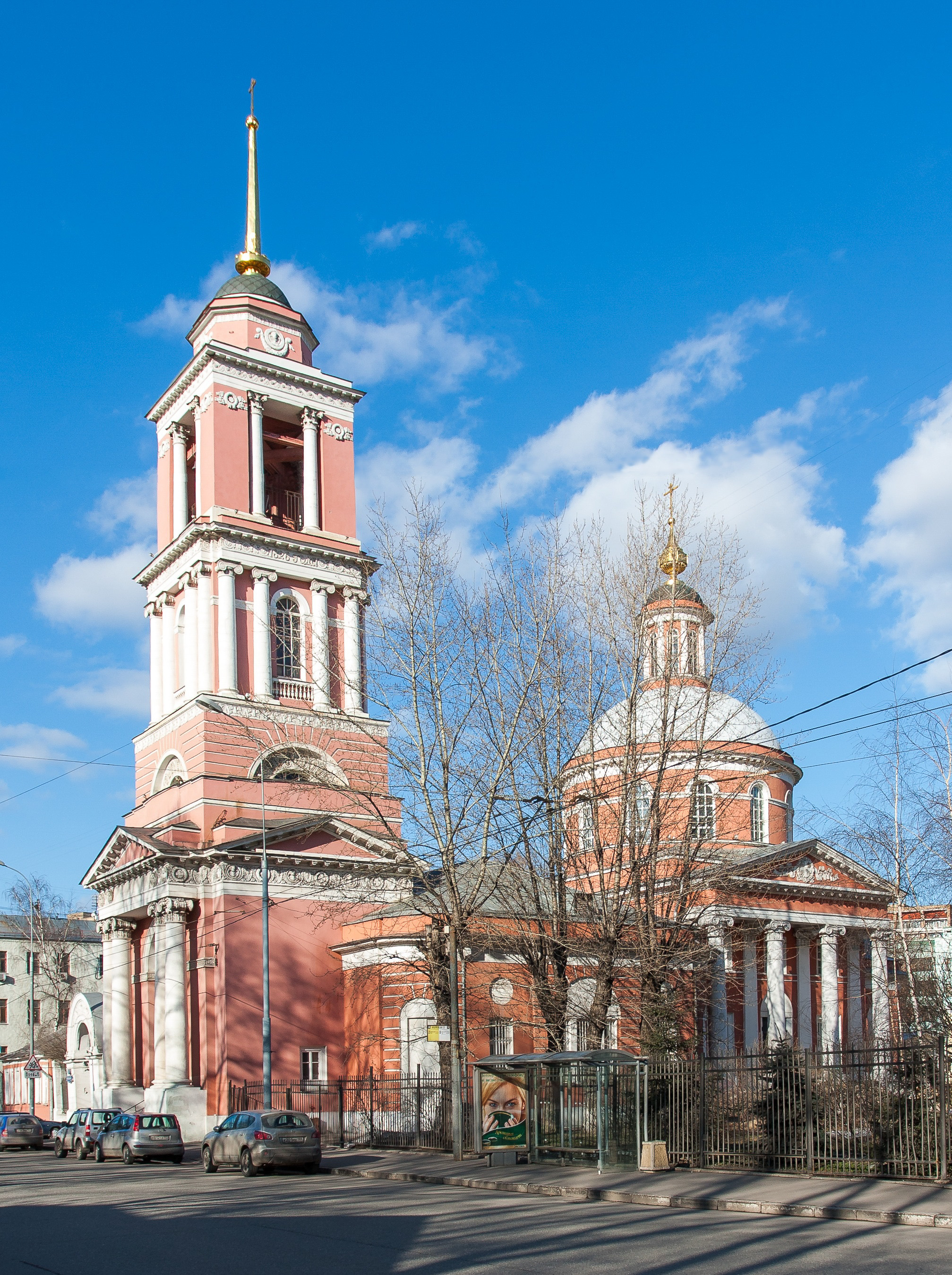
№ 51, Храм Троицы Живоначальной в Вишняках

- № 51,  памятник архитектуры (федеральный) — Храм Троицы Живоначальной в Вишняках. Первый каменный храм на этом месте был заложен в 1686 году. Здание перестраивалась несколько раз: в 1706, 1734 и 1788 годах. В 1804 был заложен новый однокупольный храм (предположительно по проекту архитектора Афанасия Григорьева), сгоревший в Московском пожаре 1812 года. Храм полностью восстановили только через 12 лет. В 1826 году, при расширении Пятницкой улицы, была снесена колокольня, новую возвели по проекту Николая Козловского и Фёдора Шестакова[35].
- № 53/18, стр. 1,  ЦГФО — доходный дом Владимира Третьякова. Четырёхэтажное здание было построено в 1914—1915 годах архитектором Фёдором Ганешиным в неоклассическом стиле для предпринимателя Владимира Третьякова. В 1940 году дополнительно надстроили ещё три этажа[36].
- № 55/25 — застройка XIX века[источник не указан 2654 дня].
- № 57, стр. 1 — жилой дом. Здание 1810-х годов постройки, перестраивалось в 1833 и архитектором Николаем Зубатовым в 1875 годах[источник не указан 2654 дня].
- № 57, стр. 2 — доходный четырёхэтажный дом с рустованным фасадом, был построен в 1904 году архитектором Николаем Струковым[20].
- № 59/19 — жилой дом завода «Геодезия». Здание построено в 1934—1938 годах по проекту архитектора Кирилла Афанасьева[37].
- № 65, доходный дом Владимира Смирнова. Здание построено в 1910 году архитектором Сергеем Гончаровым в неоготическом стиле. Знаменитые жильцы дома: актёр театра и кино Андрей Файт[38], невролог Иван Филимонов[39].
- № 67, стр. 1 — жилой дом О. С. Толоконниковой. Здание было возведено в конце XVIII — начале XIX века, перестраивалось в 1840-х годах[40].
- № 69 — офисное здание, построенное архитектором Алексеем Воронцовым[источник не указан 2654 дня].

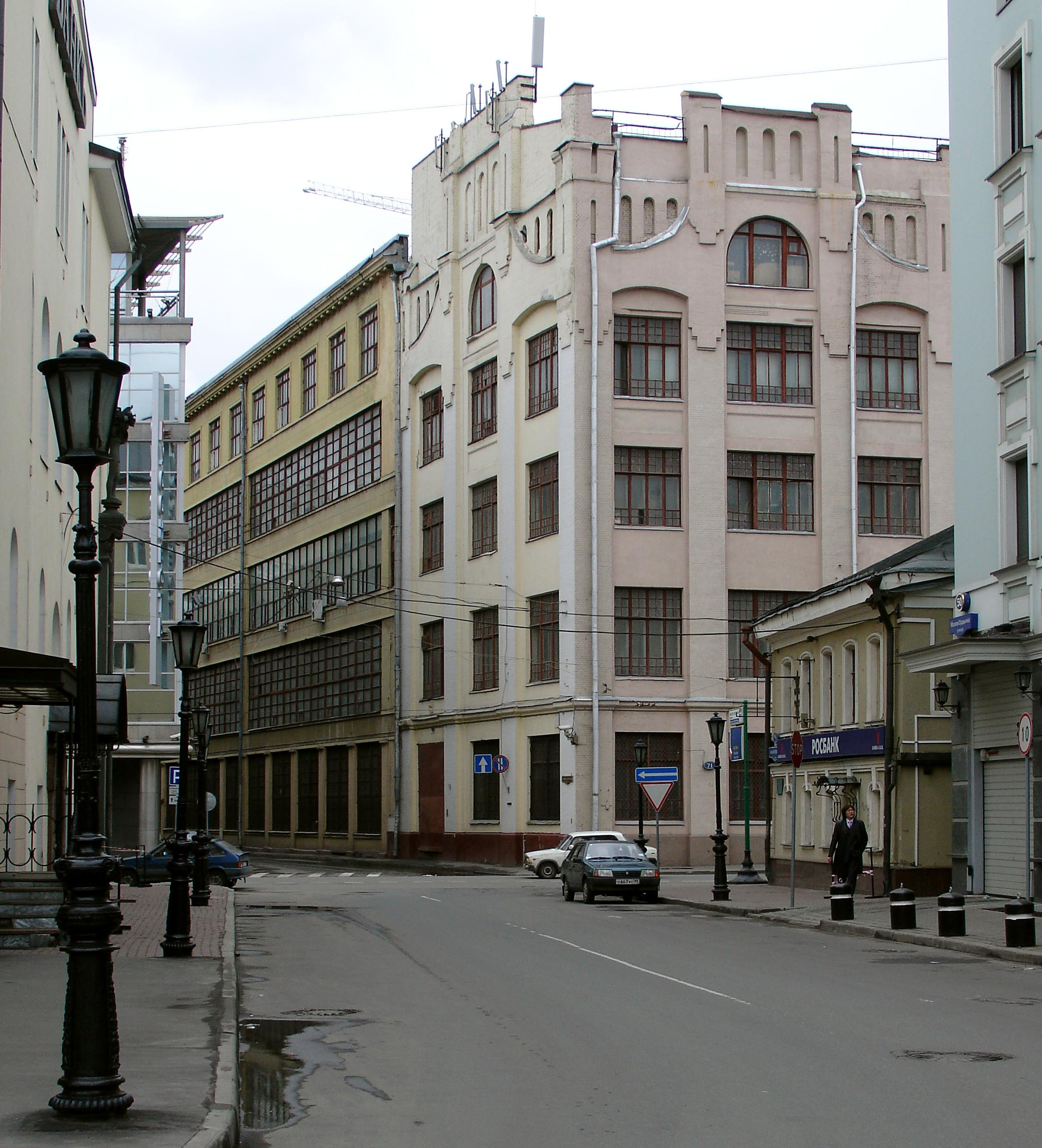
Типография товарищества Ивана Сытина, апрель 2007 года

- № 71—73 — типография товарищества Ивана Сытина. Здание построено по проекту архитектора Адольфа Эрихсона и инженера Владимира Шухова в 1903 году. В 1913 году здесь работал поэт Сергей Есенин. Типографию посещали Максим Горький, Леонид Андреев и другие писатели[41].
- № 71 стр. 3,  памятник архитектуры (региональный) — производственный корпус со складами и квартирами служащих. Здание построено в 1912 году архитектором Адольфом Эрихсоном[источник не указан 2654 дня].
- № 71, стр. 4,  памятник архитектуры (региональный) — «Старый» производственный корпус. Здание 1888, 1892 и 1894 годов постройки, архитекторы — Фёдор Рыбинский и Флегонт Воскресенский[источник не указан 2654 дня].

### По чётной стороне
- № 2/38, стр. 1, 2 — двухэтажные жилые дома. Здания построены в конце XVIII века. В 1842 их приобрел купец Фёдор Кузнецов и перестроил под свои нужды. В 1897 году здесь открылся первый московский кинотеатр — «Пятницкий электротеатр Белоярцевой». По этому адресу проживали искусствовед и художник Игорь Грабарь[42] и его брат, юрист Владимир Грабарь[43]. В настоящее время здание занимает «Государственная академическая симфоническая капелла России»[44].
- № 4/2, стр. 1 — доходный дом храма Усекновения Главы Иоанна Предтечи под Бором. Здание построено в 1895 году архитектором Владимиром Бакаревым[21].
- № 4/2, стр.8 — колокольня храма Усекновения Главы Иоанна Предтечи под Бором[21]. Сам храм расположен левее, в Черниговском переулке[45].
- № 6/1, стр. 1, стр. 3 — городская усадьба Еремеевых во владении Саввино-Сторожевского монастыря. Здание построено в конце XVIII — начале XIX века. По этому адресу проживал Василий Лебедев-Кумач[46]. Одноэтажный хозяйственный корпус усадьбы (стр. 3) на заднем дворе построен около 1816 года, внесён в Красную книгу Архнадзора (электронный каталог объектов недвижимого культурного наследия Москвы, находящихся под угрозой)[47].
- № 10,  ЦГФО — доходный дом купца Григорьева. Здание построено в конце XIX века архитектором Александром Калмыковым[48].
- № 12 — дом-контора купцов Варгиных. Здание построено в 1798 году. В 1857 году здесь жил приехавший после участия в обороне Севастополя Лев Толстой. В настоящее время здание занимает филиал музея Льва Толстого[32].
- № 14, стр. 12 и 13 — городская усадьба Чернцовой-Варгиных-Барановых. Здание построено в конце XVIII — начале XIX века. Здесь в 1850-х годах бывал Лев Толстой[21].
- № 16, стр. 1 — дом купеческой семьи Варгиных. Трёхэтажное здание было построено в 1820-х годах[49].
- № 18, стр. 1 — усадьба Лепешкина — Демидова. Дом в стиле позднего классицизма построен в 1818 году по проекту Осипа Бове и является примером типичной для «послепожарной» Москвы городской застройки[32].
- № 20,  ЦГФО — доходное владение Владимира Бони. Здание построено в 1911 году архитектором Сергеем Жаровым[50].
- № 26/7 — храм священномученика Климента[51].
- № 30 — городская усадьба XVIII—XIX веков. О владельцах усадьбы ничего не известно[52].
- № 36,  памятник архитектуры (региональный) — главный дом городской усадьбы середины XIX века[источник не указан 2654 дня].
- № 40 — ресторан «Лазания». В конце 1980-х годов здесь располагалась штаб-квартира чеченской преступной группировки Хож-Ахмеда Нухаева, получившая название по месту нахождения — «лазанская»[источник не указан 3915 дней].
- № 44, стр. 1  памятник архитектуры (федеральный) — дом конца XVIII века. Здание сменило много владельцев, самым известным из которых был купец Никита Брашнин[53]. Дом внесён в Красную книгу Архнадзора (электронный каталог объектов недвижимого культурного наследия Москвы, находящихся под угрозой)[54].
- № 46 — до 1997 года здесь находился дом Самгиных, памятник архитектуры конца XVIII века. Лепной декор фасадов был создан в 1854-м. Здание снесли и перестроили с увеличением высоты в 1997-м[55].
- № 48,  памятник архитектуры (федеральный) — городской особняк Лепешкиных. Здание было построено в конце XVIII века. В XIX веке участок принадлежал Семёну Лонгиновичу Лепёшкину — московскому городскому голове в 1846—1849 годах. В 1919 году здесь размещались 9-е Советские командные курсы РККА, которые посещал Аркадий Гайдар. В 1920-х годах в доме располагался Биологический институт имени Тимирязева. В настоящее время дом занимает Институт астрономии РАН[56].
- № 50 — Лепёшкинское училище. В начале XIX века здесь находилась усадьба, принадлежавшая жене статского советника Варваре Курбатовой. В 1850-х годах владение приобрели купцы Лепёшкины, которые снесли старые постройки и на их месте возвели новый дом. В 1893 году, после надстройки двух дополнительных этажей архитектором Виктором Мазыриным, здесь разместилось профессиональное училище по подготовке детских воспитательниц, белошвеек и кружевниц. В 1938 году здесь располагался Институт теоретической геофизики под руководством Отто Шмидта. Здание было разрушено в 1941 году в результате немецкой бомбардировки и так и не было восстановлено. В настоящее время на этом месте находятся ограда и газон деревьями[56].
- № 52, стр. 2 — особняк, построенный в 1885 году архитектором Дмитрием Певницким[источник не указан 2654 дня].
- № 54 — дом в стиле модерн с сине-зелёным майоликовым фронтоном. Здание построено в 1912—1914 годах архитектором Семёном Сурковым[32].
- № 58, стр. 1,  ЦГФО — главный дом купеческой усадьбы Яковлевых. Здание построено в начале XIX века[21]. Дом был снесён в июне 2013 года[31].
- № 62 — дом с мезонином купца Давыдова. Здание построено в первой четверти XIX века. В конце XIX века принадлежал семье купца Никиты Давыдова[57].
- № 64,  памятник архитектуры (федеральный) — особняк Рекк. Здание построено в 1897 году по заказу супруги Якова Рекка по проекту архитектора Сергея Шервуда. После завершения строительства дом был продан торговцу Петру Стахееву. Затем его перекупил сумский купец Николай Суханов. После октябрьской революции в здании разместился Замоскворецкий райком партии. Позднее здание занимали различные муниципальные структуры, в 1990-х годах оно было передано Фонду поддержки зимних видов спорта. В настоящее время здание занимает Министерство энергетики[31] и один из офисов спецслужбы ФСИН России под названием ГУОДОП[58].
- № 70 — гимназия Марии Приклонской. Здание построено в 1910 году архитектором Михаилом Андреевым (по другим данным — Владимиром Шервудом). После Октябрьской революции в доме расположились языковые курсы, а затем фабрично-заводская школа при Первой образцовой типографии. В 1990-х годах здание было перестроено, в настоящее время в нём размещается банк[56].
- № 76 — жилой дом. По этому адресу проживал актёр и режиссёр Михаил Козаков[59].
- № 82/34 стр. 1 и 2,  памятник архитектуры (вновь выявленный объект) — дома с лавками у Серпуховских ворот[60]. Здания являются частью ансамбля застройки Серпуховской площади. Строения много лет заброшены, верхние этажи закрыты фальшфасадами. В июне 2016 года был объявлен тендер на подряд по ремонту, реставрации и приспособлению для современного использования зданий[61]. После выполнения всего комплекса работ в здании планируется разместить административные помещения и музей Малого театра[62].

## Транспорт
- Станции метро «Новокузнецкая», «Третьяковская», «Полянка» — в начале и середине улицы.
- Станция метро «Добрынинская» / «Серпуховская» — недалеко от конца улицы.
- Автобус м90 (только к центру).